# همه‌پرسی قانون اساسی تونس (۲۰۲۲)
همه‌پرسی قانون اساسی تونس ۲۰۲۲ (انگلیسی: 2022 Tunisian constitutional referendum) در تاریخ ۲۵ ژوئیه ۲۰۲۲ به منظور کسب نظر مردم تونس در خصوص تغییر قانون اساسی کشور تونس برگزار شد. فرایند این همه‌پرسی که رئیس‌جمهور قیس سعید حامی آن بود پس از بحران سیاسی ژوئیه ۲۰۲۱ که به عزل نخست‌وزیر و تعلیق فعالیت‌های پارلمان انجامید، آغاز شد.